# Großradl
Großradl är en tidigare kommun i Österrike. Den ligger i kommunen Eibiswald i förbundslandet Steiermark. Kommunen blev en del av Eibiswald i samband med kommunreformen i Steiermark 1 januari 2015.
Kommunen bestod av nio orter (Ortschaften) (inom parentes invånarantal 1 januari 2024):

- Bachholz (54)
- Feisternitz (332)
- Kleinradl (64)
- Kornriegl (27)
- Oberlatein (147)
- Pongratzen (97)
- Stammeregg (340)
- Sterglegg (112)
- Wuggitz (156)